# 联合国贸易和发展

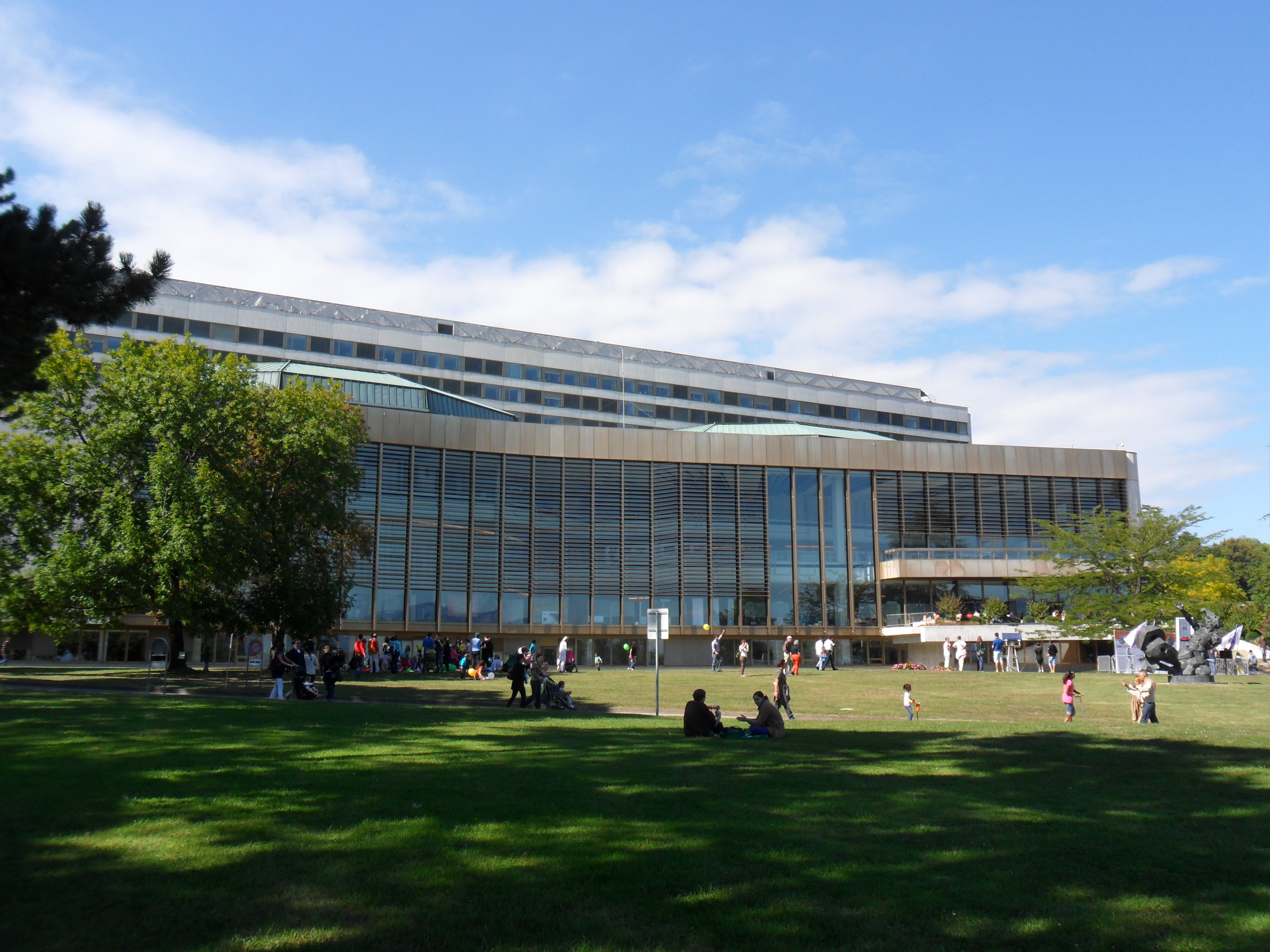
联合国贸发会议的总部设在万国宫（联合国日内瓦办事处，瑞士）。

联合国贸易和发展（英語：UN Trade and Development），原称联合国贸易和发展会议（英語：United Nations Conference on Trade and Development，英文缩写），中文简称“贸发会议”，是一个成立于1964年12月的联合国常设机构，它的主要职能是处理有关贸易与经济发展问题，宗旨是最大限度地促进发展中国家的贸易、投资机会，并帮助它们应对全球化带来的挑战和在公平的基础上融入世界经济。贸发会议通常四年召开一次会议，总部设在瑞士日内瓦，目前有成员国194个。
1964年贸发会议的主要成就之一是普及特惠税制度的设想与实施。贸发会议认为，为了促进发展中国家制成品的出口，有必要对这种出口提供特别关税减让。接受这一观点之后，发达国家制定了普惠制方案，即发展中国家出口的部分农产品，在发达国家实行免税或降价。由于从其他发达国家进口此类商品须按正常税率征收，因此从发展中国家进口的同样商品将具有竞争优势。
1964年贸发会议的成立是基于发展中国家对国际市场的关注、跨国公司以及发达国家与发展中国家之间的巨大差距。设立贸发会议的目的之一是提供一个发展中国家能够讨论其经济发展相关问题的论坛。该组织兴起的背景是，当时的一些国际组织，例如关税与贸易总协定（现已由世界贸易组织取代）、国际货币基金组织和世界银行等等未能妥善应对发展中国家的经贸问题。随后，在20世纪70和80年代，贸发会议与国际经济新秩序（NIEO）的概念密切相关。
贸发会议有400名工作人员，两年期（2010 - 2011年）经常预算核心支出1.38亿美元，预算外技术援助资金7200万美元。 它是联合国发展集团的成员。有非政府组织参加贸发会议的活动。
2024年，为了庆祝该组织成立60周年，宣布英文名更名，简称UNCTAD则予以保留。

## 成员国
截至2018年10月，贸发会议有195个成员国：所有的联合国成员和梵蒂冈、巴勒斯坦两个观察员国。贸发会议成员依照联合国区域集团被分为四类，其中7个成员未得到分配：亚美尼亚、基里巴斯、瑙鲁、南苏丹、巴勒斯坦、塔吉克斯坦和图瓦卢。A类主要包括联合国非洲和亚太集团的发展中国家，B类由发达国家组成，C类由拉丁美洲和加勒比集团国家组成，D类由东欧集团国家组成。
该分类在1995年大会第19号决议中得到确定，目的在于平衡成员国在贸易发展理事会和贸发会议其他框架中的地域分布。该分类与联合国工业发展组织的成员分类相似。
贸发组织成员国完整分类如下：
A类（99名成员）：阿富汗、阿尔及利亚、安哥拉、巴林、孟加拉国、贝宁、不丹、波斯尼亚和黑塞哥维那、博茨瓦纳、文莱、布基纳法索、布隆迪、柬埔寨、喀麦隆、佛得角、中非共和国、乍得、中国、科摩罗、科特迪瓦、刚果共和国、刚果民主共和国、吉布提、埃及、赤道几内亚、厄立特里亚、埃塞俄比亚、斐济、加蓬、冈比亚、加纳、几内亚、几内亚比绍、印度、印度尼西亚、伊朗、伊拉克、以色列、约旦、肯尼亚、科威特、老挝、黎巴嫩、莱索托、利比里亚、利比亚、马达加斯加、马拉维、马来西亚、马尔代夫、马里、马绍尔群岛、毛里塔尼亚、毛里求斯、密克罗尼西亚、蒙古、摩洛哥、莫桑比克、缅甸、纳米比亚、尼泊尔、尼日尔、尼日利亚、朝鲜、阿曼、巴基斯坦、帕劳、巴布亚新几内亚、菲律宾、卡塔尔、卢旺达、萨摩亚、圣多美和普林西比、沙特阿拉伯、塞内加尔、塞舌尔、塞拉利昂、新加坡、所罗门群岛、索马里、南非、斯里兰卡、苏丹、斯威士兰、叙利亚、泰国、东帝汶、多哥、汤加、突尼斯、土库曼斯坦、乌干达、阿拉伯联合酋长国、坦桑尼亚、瓦努阿图、越南、也门、赞比亚和津巴布韦。
B类（32名成员）：安道尔、澳大利亚、奥地利、比利时、加拿大、塞浦路斯、丹麦、芬兰、法国、德国、希腊、梵蒂冈、冰岛、爱尔兰、意大利、日本、韩国、列支敦士登、卢森堡、马耳他、摩纳哥、荷兰、新西兰、挪威、葡萄牙、圣马力诺、西班牙、瑞典、瑞士、土耳其、英国和美国。
C类（33名成员）：安提瓜和巴布达、阿根廷、巴哈马、巴巴多斯、伯利兹、玻利维亚、巴西、智利、哥伦比亚、哥斯达黎加、古巴、多米尼克、多米尼加共和国、厄瓜多尔、萨尔瓦多、格林纳达、危地马拉、圭亚那、海地、洪都拉斯、牙买加、墨西哥、尼加拉瓜、巴拿马、巴拉圭、秘鲁、圣基茨和尼维斯、圣卢西亚、圣文森特和格林纳丁斯、苏里南、特立尼达和多巴哥、乌拉圭和委内瑞拉。
D类（24名成员）：阿尔巴尼亚、亚美尼亚、阿塞拜疆、白俄罗斯、保加利亚、克罗地亚、捷克共和国、爱沙尼亚、格鲁吉亚、匈牙利、哈萨克斯坦、吉尔吉斯斯坦、拉脱维亚、立陶宛、黑山、波兰、摩尔多瓦、罗马尼亚、俄罗斯、塞尔维亚、斯洛伐克、斯洛文尼亚、马其顿、乌克兰和乌兹别克斯坦。
未分类国家（6名成员）：基里巴斯、瑙鲁、南苏丹、塔吉克斯坦和图瓦卢。
未加入的国家有库克群岛、纽埃及有限承认国家。

## 历届会议
贸发会议的政府间工作通过下列五个级别的会议进行：
- 联合国贸易和发展大会 - 每四年召开一次：

| 会议届别 | 举办城市   | 所在国家 | 会期                  |
| -------- | ---------- | -------- | --------------------- |
| 第十五届 | 布里奇顿   |          | 2021年10月3-8日       |
| 第十四届 | 内罗毕     |          | 2016年7月17-22日      |
| 第十三届 | 多哈       |          | 2012年4月21-26日      |
| 第十二届 | 阿克拉     |          | 2008年4月21-25日      |
| 第十一届 | 圣保罗     | 巴西     | 2004年6月13-18日      |
| 第十届   | 曼谷       | 泰國     | 2000年2月12-19日      |
| 第九届   | 米德兰德   | 南非     | 1996年4月27日-5月11日 |
| 第八届   | 卡塔赫纳   | 哥伦比亚 | 1992年2月8-25日       |
| 第七届   | 日内瓦     | 瑞士     | 1987年7月8日-8月3日   |
| 第六届   | 贝尔格莱德 | 南斯拉夫 | 1983年6月6日-30日     |
| 第五届   | 马尼拉     | 菲律賓   | 1979年5月7日-6月3日   |
| 第四届   | 内罗毕     |          | 1976年5月5日-31日     |
| 第三届   | 圣地亚哥   | 智利     | 1972年4月13日-5月21日 |
| 第二届   | 新德里     | 印度     | 1968年1月31日-3月29日 |
| 第一届   | 日内瓦     | 瑞士     | 1964年3月23日-6月16日 |

- 贸发会议贸易和发展理事会 - 理事会在两次大会之间处理贸发会议的工作，每年最多举行三次会议;
- 四个贸发会议委员会和一个工作组 - 这些委员会会面比理事会更加频繁，主要负责处理政策，方案和预算问题;
- 专家会议 - 各委员会将就选定主题召开专家会议，为委员会政策讨论提供实质性专家意见。

## 出版物
- 《贸易与发展报告》（年报）
- 《最不发达国家报告》（年报）
- 《世界投资报告》
- 《国际贸易和发展统计手册》
- 《海运回顾》